# Horgefjorden (Rogaland)
 Ikke at forveksle med Horgefjorden (Austevoll).
59°0′27.677″N 5°48′42.365″Ø / 59.00768806°N 5.81176806°Ø
Horgefjorden er en fjord på grænsen mellem kommunerne Stavanger og Strand i Rogaland fylke i Norge. Den er en central fjord der grænser til flere andre fjorde i området: I vest ligger Åmøyfjorden som går videre til Byfjorden og centrum af Stavanger. I nord ligger Hidlefjorden, i øst ligger Idsefjorden, i sydøst ligger Høgsfjorden, som går videre til Frafjorden og Lysefjorden, og i syd ligger Gandsfjorden. 
Fjorden er omkring 6 km lang og omtrent ligeså bred. 
Midt i Horgefjorden ligger øen Horge, som fjorden er opkaldt efter. Andre øer i Horgefjorden er Hidle i nord, Heng i øst, Lindøy og Vassøy i syd og Åmøy i nordvest. En række holme ligger mellem Horgefjorden og Åmøyfjorden. Mellem Horge og Vassøy ligger Vassøyosen som er en del af fjorden. 
Fjorden bliver krydset af færgen mellem Stavanger og Tau. 